# نيكيتا هولدر
نيكيتا هولدر (بالإنجليزية: Nikkita Holder)‏ هي عدائة مسافات قصيرة كندية من أصل بربادوسي ولدت في يوم 7 مايو 1987 في مدينة تورنتو في كندا، تخصصت في سباق 100 متر حواجز وأبرز إنجازاتها هو فوزها بالميدالية البرونزية في دورة الألعاب الأمريكية 2015 في تورنتو، أفضل رقم لها هو 12.80 ثانية سجلته في كالغاري في سنة 2012. نيكيتا هولدر متزوجة من العداء الكندي جوستين وارنر ولها ابن منه.

## روابط خارجية
- نيكيتا هولدر على موقع الاتحاد الدولي لألعاب القوى (الإنجليزية)
- نيكيتا هولدر على موقع الاتحاد الكندي لألعاب القوى (الإنجليزية)
- نيكيتا هولدر على موقع الاتحاد الكندي لألعاب القوى (الإنجليزية)
- نيكيتا هولدر على موقع الدوري الماسي (الإنجليزية)
- نيكيتا هولدر على موقع اللجنة الأولمبية الدولية (الإنجليزية)
- نيكيتا هولدر على موقع أوليمبيديا (الإنجليزية)
- نيكيتا هولدر على موقع اللجنة الأولمبية الكندية (الإنجليزية)